# 奧澤爾采 (加利奇區)
49°4′38″N 24°58′7″E / 49.07722°N 24.96861°E
奧澤爾采（烏克蘭語：Озерце），是烏克蘭西部的村莊，隸屬伊萬諾-弗蘭科夫斯克州的伊萬諾-弗蘭科夫斯克區。該村面積1.01平方公里，2021年人口3，人口密度每平方公里50.4人。